# Камсток (Небраска)
Камсток (енгл. Comstock) град је у америчкој савезној држави Небраска.

## Демографија
По попису из 2010. године број становника је 93, што је 17 (-15,5%) становника мање него 2000. године.
| Група             | 2000.       | 2010.      |
| Белци             | 103 (93,6%) | 91 (97,8%) |
| Афроамериканци    | 0 (0,0%)    | 0 (0,0%)   |
| Азијати           | 0 (0,0%)    | 0 (0,0%)   |
| Хиспаноамериканци | 5 (4,5%)    | 1 (1,1%)   |
| Укупно            | 110         | 93         |